# Occidryas idahoensis
Occidryas idahoensis är en fjärilsart som beskrevs av Gunder 1929. Occidryas idahoensis ingår i släktet Occidryas och familjen praktfjärilar. Inga underarter finns listade i Catalogue of Life.